# Меріон (округ, Індіана)
Шаблон:StateAbbr_ 39°47′ пн. ш. 86°08′ зх. д. / 39.78° пн. ш. 86.14° зх. д.
Округ Меріон (англ. Marion County) — округ (графство) у штаті Індіана, США. Ідентифікатор округу 18097.

## Історія
Округ утворений 1822 року.

## Демографія
За даними перепису
2000 року
загальне населення округу становило 860454 осіб, зокрема міського населення було 851501, а сільського — 8953.
Серед мешканців округу чоловіків було 415998, а жінок — 444456. В окрузі було 352164 господарств, 213454 родин, які мешкали в 387183 будинках.
Середній розмір родини становив 3,03.
Віковий розподіл населення поданий у таблиці:
| Стать    | До 15 років | 15-21 | 22-29 | 30-39 | 40-49 | 50-65 | 65-85 | Понад 85 |
| -------- | ----------- | ----- | ----- | ----- | ----- | ----- | ----- | -------- |
| Чоловіки | 95814       | 40295 | 55314 | 70521 | 63074 | 53803 | 34161 | 3016     |
| Жінки    | 91330       | 40634 | 56899 | 70559 | 65897 | 60780 | 49860 | 8497     |

## Суміжні округи
- Гамільтон — північ
- Генкок — схід
- Шелбі — південний схід
- Джонсон — південь
- Морган — південний захід
- Гендрікс — захід
- Бун — північний захід

## Виноски
1. ↑  U.S. Decennial Census. United States Census Bureau. Архів оригіналу за 12 травня 2015. Процитовано 10 липня 2014.
2. ↑  Historical Census Browser. University of Virginia Library. Архів оригіналу за 11 серпня 2012. Процитовано 10 липня 2014.
3. ↑  Population of Counties by Decennial Census: 1900 to 1990. United States Census Bureau. Архів оригіналу за 4 жовтня 2014. Процитовано 10 липня 2014.
4. ↑  Census 2000 PHC-T-4. Ranking Tables for Counties: 1990 and 2000 (PDF). United States Census Bureau. Архів оригіналу (PDF) за 18 грудня 2014. Процитовано 10 липня 2014.
5. ↑  Marion County QuickFacts. Бюро перепису населення США. Архів оригіналу за 2 лютого 2020. Процитовано 5 червня 2017.(англ.) Наведено за англійською вікіпедією.
6. ↑  American FactFinder. Бюро перепису населення США. Архів оригіналу за 26 лютого 2012. Процитовано 31 січня 2008.

| США | Це незавершена стаття з географії США. Ви можете допомогти проєкту, виправивши або дописавши її. |